# Íránské letecké útoky na Izrael (říjen 2024)
Dne 1. října 2024 vypálil Írán v rámci probíhajícího konfliktu mezi ním a Izraelem okolo 180 raket na Izrael. Ze strany Íránu se jedná o největší eskalaci napětí od začátku konfliktu. Írán přiřadil útokům kódové označení Skutečný slib 2 (persky عملیات وعده صادق ۲‎).
Útok způsobil, že se po celé zemi rozezněly sirény. V mnoha částech země, včetně Tel Avivu a Jeruzaléma, se ozvaly výbuchy. Několik raket zasáhlo izraelskou leteckou základnu Nevatim v Negevu, školu v Gedeře a restauraci v Tel Avivu. V důsledku dopadu trosek raket v Jerichu zemřel jeden Palestinec a dva Izraelci byli zraněni.
Írán uvedl, že útok byl odvetou za smrt Hasana Nasralláha a dalších vysokých představitelů Hizballáhu, kteří zahynuli při leteckém útoku na hlavní ústředí Hizballáhu v Bejrútu, a za smrt Ismáíla Haníji a Abbáse Nílforúšána. Nasralláhova smrt znamenala významnou ránu pro Osu odporu, neformální politickou a vojenskou koalici na Blízkém východě vedenou Íránem. Vedle útoku z dubna 2024 se jedná teprve o druhý otevřený útok Íránu na Izrael ze svého území.
Izrael oznámil, že se mu podařilo zachytit „velké množství“ raket. Izraelské obranné síly zakázaly zveřejňovat fotky míst, kde došlo k dopadům raket. Americký Pentagon potvrdil, že americké námořnictvo vypálilo asi tucet střel za asistence blíže nespecifikovaných partnerů. Jordánsko rovněž uvedlo, že jeho protivzdušná obrana zachytila řadu raket a dronů. Izraelský premiér Benjamin Netanjahu prohlásil, že Írán udělal „velkou chybu“, a slíbil, že za ni „zaplatí“. Spojené státy se zavázaly spolupracovat s Jeruzalémem, aby Írán zaplatil za své činy. Írán pohrozil, že v případě odvety provede „drtivé útoky“.

## Pozadí
Dne 31. července 2024 byl v íránském hlavním městě Teheránu zabit politický vůdce Hamásu Ismáíl Haníja, a to zřejmě izraelským útokem. Ve dnech 17. a 18. září 2024 došlo k výbuchům tisíce komunikačních zařízení Hizballáhu, během nichž byli zraněni zaměstnanci íránského velvyslanectví v Libanonu. Dne 27. září 2024 byl při izraelském leteckém útoku v Bejrútu zavražděn generální tajemník Hizballáhu Hasan Nasralláh. Dne 29. září deník The New York Times uvedl, že íránští představitelé diskutovali o tom, jak reagovat na Nasralláhovu smrt.
Několik hodin před útoky Spojené státy varovaly před možnou íránskou operací. Jeden z amerických představitelů řekl agentuře Reuters, že „přímý vojenský útok Íránu na Izrael bude mít pro Írán vážné důsledky“. Anonymní představitelé Pentagonu uvedli, že američtí vojáci, kteří byli umístěni na Blízkém východě, nebyli během útoků zraněni.

### Izraelský útok na íránský konzulát v Damašku
Dne 1. dubna zaútočilo Izraelské vojenské letectvo na íránský konzulát v Damašku, při čemž zahynuli dva íránští generálové a jedna syrská žena s dítětem. Izraelský útok odsoudilo mnoho zemí, přičemž řada zemí také dodala, že se jedná o porušení mezinárodního práva.

### Íránské letecké útoky na Izrael (duben 2024)
Dne 13. dubna 2024 zahájily Islámské revoluční gardy ve spolupráci s několika islamistickými milicemi podporovanými Íránem odvetné útoky proti Izraeli, při nichž byla použita vyčkávací munice, střely s plochou dráhou letu a balistické rakety. Írán uvedl, že šlo o odvetu za izraelský letecký útok na íránský konzulát v Damašku z 1. dubna, při němž zahynuli dva íránští generálové. V rámci útoku bylo na Izrael (včetně Golanských výšin) vysláno přibližně 170 bezpilotních letounů, přes 30 střel s plochou dráhou letu a více než 120 balistických raket.
Izraeli se s pomocí spojenců (USA, Spojené království, Francie a Jordánsko) podařilo zlikvidovat 99 % raket a dronů. Izraelské obranné síly přiřadily obranné akci kódové označení Železný štít. Údery způsobily menší škody na letecké základně Nevatim v jižním Izraeli, která však zůstala v provozu. Během náletů bylo zraněno 31 lidí, včetně dítěte. Jednalo se o největší útok bezpilotními letouny ve vojenské historii. Útoky kritizovalo jak OSN, tak řada světových lídrů a politických analytiků, kteří varovali před plnohodnotnou regionální válkou.

### Izraelské letecké útoky na Írán (duben 2024)
Dne 18. dubna zaútočil Izrael na Írán. Během útoků Izrael zničil protivzdušnou obranu střežící jaderné zařízení Natanzu.

## Útok
Podle Izraelských obranných sil vypálil Írán nejméně ve dvou vlnách okolo 180 raket. Vedle běžných raket použil také hypersonickou raketu Fattáh. Odpaliště raket se nacházela v Tabrízu, Kášánu a na předměstí Teheránu. Írán se k odpovědnosti za útok přihlásil ve státní televizi. Ve vysílání bylo uvedeno, že se jedná pouze o „první vlnu“.
Při úderech byli lehce zraněni dva izraelští civilisté. Několik Palestinců v Jerichu bylo v důsledku dopadu trosek raket zraněno a jeden byl zabit.
Izraelské vojenské síly uvedly, že jejich vybavení nebylo nijak poškozeno. Izraelské obranné síly zakázaly zveřejňovat fotky míst, kde došlo k dopadům raket. Mezi zasaženými místy byl Tel Aviv, Dimona, Hod ha-Šaron, Beer Ševa, Rišon le-Cijon a palestinská vesnice poblíž Džanínu. Jedna raketa dopadla na otevřené prostranství v severní části Tel Avivu a poškodila restauraci, zatímco jiná zničila školu v Chadeře. V Hod ha-Šaronu bylo poškozeno více než sto domů.
Videa pořízená televizí CNN ukazují, že na leteckou základnu Nevatim dopadlo značné množství raket. Není jasné, jak velké škody tento útok způsobil; íránská média uvedla, že bylo zničeno několik nejmodernějších izraelských letadel, ale neposkytla žádné důkazy, které by toto tvrzení potvrzovaly. Mimo jiné byla zasažena také letecká základna Tel Nof, ve které pravděpodobně vybuchl sklad munice. Írán zaútočil také na sídlo Mosadu, avšak neúspěšně.
Izrael oznámil, že se mu podařilo zachytit „velké množství“ raket. Americký Pentagon potvrdil, že americké námořnictvo vypálilo asi tucet střel za asistence blíže nespecifikovaných partnerů. Jordánsko rovněž uvedlo, že jeho protivzdušná obrana zachytila řadu raket a dronů.

## Reakce

### Státy
- Argentina: Vláda odsoudila „nebezpečný a neoprávněný“ útok na Izrael a zdůraznila, že Izrael má „právo na legitimní obranu“.[55]
- Austrálie: Premiér Anthony Albanese útok odsoudil a označil jej za „nebezpečnou eskalaci“.[56]
- Česko: Ministr zahraničních věcí Jan Lipavský útok jednoznačně odsoudil a prohlásil, že se jedná o „akt agrese“. Dodal také, že Izrael má právo bránit se.[57]
- Finsko: Ministryně zahraničních věcí Elina Valtonen útok odsoudila a vyzvala obě strany k maximální zdrženlivosti.[58]
- Francie: Prezident Emmanuel Macron útok důrazně odsoudil a prohlásil, že francouzská armáda je „oddána bezpečnosti Izraele“ a že vojenské zdroje na Blízkém východě byly mobilizovány, aby čelily „íránské hrozbě“.[59]
- Izrael: Ministr financí Becal'el Smotrič k útokům uvedl: „Stejně jako Pásmo Gazy, Hizballáh a Libanon bude Írán této operace litovat“.[60] Premiér Benjamin Netanjahu prohlásil, že Írán udělal „velkou chybu“ a že Izrael zaútočí na své nepřátele kdekoli na Blízkém východě.[61] Během útoků se v jeruzalémském bunkru sešla izraelská bezpečnostní vláda.[62] Náčelník generálního štábu Izraelských obranných sil Herci Halevi prohlásil: „Budeme reagovat. Dokážeme najít a trefit důležité cíle.“ Dodal: „Naši nepřátelé, kteří to ještě nepochopili, to brzy pochopí“.[63] Bývalý premiér Naftali Bennett vyzval k zásahu proti íránskému jadernému programu.[64]
- Írán: Viceprezident pro strategické záležitosti Mohammad Džavád Zaríf prohlásil, že Írán má právo na sebeobranu proti izraelským útokům na své území, a kritizoval západní země za to, že napomáhají „izraelské genocidě v Pásmu Gazy“ a souhlasí s „izraelskou agresí proti Íránu, Palestině, Libanonu, Sýrii, Jemenu a dalším zemím v regionu“.[65] Ministerstvo zahraničních věcí dodalo, že cílem raketových úderů byly „výhradně vojenské a bezpečnostní objekty, které stojí za genocidou“.[66] Írán pohrozil, že v případě odvety provede „drtivé útoky“.[15] Nejvyšší vůdce Alí Chameneí se údajně zdržuje na bezpečném místě.[67] Írán po raketových útocích pozastavil všechny lety na mezinárodním letišti Imáma Chomejního.[68]
- Japonsko: Premiér Šigeru Išiba útok odsoudil a označil ho za „nepřijatelný“.[69]
- Německo: Ministryně zahraničních věcí Annalena Baerbocková údery odsoudila a vyzvala k jejich okamžitému zastavení. Dodala, že Írán „žene region blíže k okraji propasti“.[70]
- Nizozemsko: Ministr zahraničních věcí Caspar Veldkamp útok odsoudil. Veldkamp hovořil se svým íránským protějškem Abbásem Aráqčím a vyzval ho, aby se Írán aby se zdržel dalších útoků. Mimo jiné uvedl, že deeskalace v regionu je nyní nejdůležitější.[71]
- Spojené království: Premiér Keir Starmer odsoudil „agresi“ Íránu vůči Izraeli a jeho pokusy „ublížit nevinným Izraelcům“ a prohlásil, že Spojené království stojí na straně Izraele a uznává jeho „právo na sebeobranu“.[72] Ministr obrany John Healey potvrdil, že Britské ozbrojené síly „sehrály svou roli“ při obraně Izraele během náletů.[73]
- Spojené státy americké: Poradce pro národní bezpečnost Jake Sullivan na tiskovém brífinku prohlásil: „Tento útok bude mít vážné následky a my budeme spolupracovat s Izraelem, aby se tak stalo“.[13] Mluvčí ministerstva zahraničních věcí Matthew Miller vyzval, aby se „každý národ na světě připojil k odsouzení“ útoku. Dodal, že „tato událost nemá nic společného se suverenitou Íránu, avšak se skutečností, že řada teroristických organizací podporovaných Íránem zeslábla“.[13] Viceprezidentka Kamala Harrisová zkritizovala raketové útoky jako „bezohledné a drzé“ a prohlásila, že podtrhuje roli Íránu jako „destabilizující a nebezpečné země“ na Blízkém východě.[15]
- Španělsko: Premiér Pedro Sánchez útok odsoudil a požádal o ukončení „této spirály násilí“ a znovu vyzval k příměří v Pásmu Gazy a Libanonu.[74]

### Nestátní organizace
- Evropská unie: Vysoký představitel Unie pro zahraniční věci a bezpečnostní politiku Josep Borrell útok odsoudil a prohlásil, že EU je odhodlána chránit bezpečnost Izraele.[75]

- Hamás: Organizace poblahopřála Islámským revolučním gardám k útokům.[76]

- Organizace spojených národů: Generální tajemník António Guterres vydal prohlášení, v němž odsoudil „rozšiřování blízkovýchodního konfliktu“, ačkoli Írán konkrétně nezmínil.[70] V reakci na to izraelský ministr zahraničních věcí Jisra'el Kac oznámil, že Guterresovi bude zakázán vstup do země, protože neodsoudil íránské raketové útoky.[77] Později na mimořádném zasedání Rady bezpečnosti OSN Guterres útok oficiálně odsoudil a výslovně zmínil Írán.[78][79]